# Gare de Liernais
La gare de Liernais est une halte ferroviaire française, fermée et disparue, de la ligne de Cravant-Bazarnes à Dracy-Saint-Loup. Elle était située, le long de la Route d'Autun, sur le territoire de la commune de Liernais, dans le département de la Côte-d'Or, en région Bourgogne-Franche-Comté en France.
Ouverte en 1882 par la Compagnie des chemins de fer de Paris à Lyon et à la Méditerranée (PLM), elle est fermée en 2011 par la Société nationale des chemins de fer français (SNCF).
Elle est excentrée du bourg, à plus de 1,5 km à pied de la mairie, des écoles et du collège.

## Situation ferroviaire
Établie à 531 mètres d'altitude, la gare de Liernais était située au point kilométrique (PK) 279,728 de la ligne de Cravant-Bazarnes à Dracy-Saint-Loup entre les gares fermée de Manlay et de Saulieu (s'intercalent les haltes fermées de Brazey-en-Morvan et de Saint-Martin-de-la-Mer).

## Histoire
La gare de Liernais est mise en service le 23 août 1882 par la Compagnie des chemins de fer de Paris à Lyon et à la Méditerranée (PLM), lorsqu'elle ouvre à l'exploitation la troisième et dernière section de Maison-Dieu à Dracy-Saint-Loup, de sa « ligne de Cravant - Bazarnes à Dracy-Saint-Loup ».
Elle bénéficiait d'une voie d'évitement et d'une halle à marchandises.
La voie d'évitement a été utilisée jusqu'en 1994, date à laquelle le dernier agent SNCF a quitté la gare.
Aucune voie n'était déposée en 2017, seule l'aiguille donnant accès à la voie marchandises a été déposée.
L'embranchement particulier de l'usine "Gewiss" anciennement MAVIL est situé non loin de la gare. (environ 750 m après la gare en direction d'Autun). Bien qu'il soit encore présent, l'embranchement est recouvert d'une végétation dense.
La gare de Liernais ferme le 11 décembre 2011 en même temps que la ligne.

## Patrimoine ferroviaire
Le Bâtiment voyageurs est démoli en mai 2019. L'abri de quai a sans doute été démoli peu de temps après. La voie ferrée est toujours présente et a été utilisée jusqu'en décembre 2015, date à laquelle le dernier train de fret a circulé sur la ligne.

## Service des voyageurs

### Desserte
Depuis le 11 décembre 2011, à la suite de la fermeture du trafic voyageurs de la ligne Avallon-Autun, la gare n'est plus desservie par le rail.